# 미우라카이간역
미우라카이간역(일본어: 三浦海岸駅、みうらかいがんえき 미우라카이강에키[*])→미우라 해안역
(영어: Miurakaigan Station)은 일본 가나가와현 미우라시에 있는 철도역이다.역 번호는 KK71.

## 타는 곳
| 1 | ■ 구리하마 선 | 미사키구치 행 |
| 2 | ■ 구리하마 선 | 게이큐 구리하마·요코스카 중앙·요코하마·게이큐 가와사키·시나가와 방면 ○ 도영 지하철 아사쿠사 선 니혼바시·아사쿠사·오시아게 방면 게이세이 선 이오토·게이세이 다카사고 방면 호쿠소 선 히가시마쓰도·신카마가야·인바 니혼 의대 방면 |

## 역세권 정보
- 우라가 수도
- 국도 134호선

## 역사
- 1966년 7월 7일: 영업 개시.
- 2018년 5월 26일 - 신역사의 사용을 개시.

## 사진

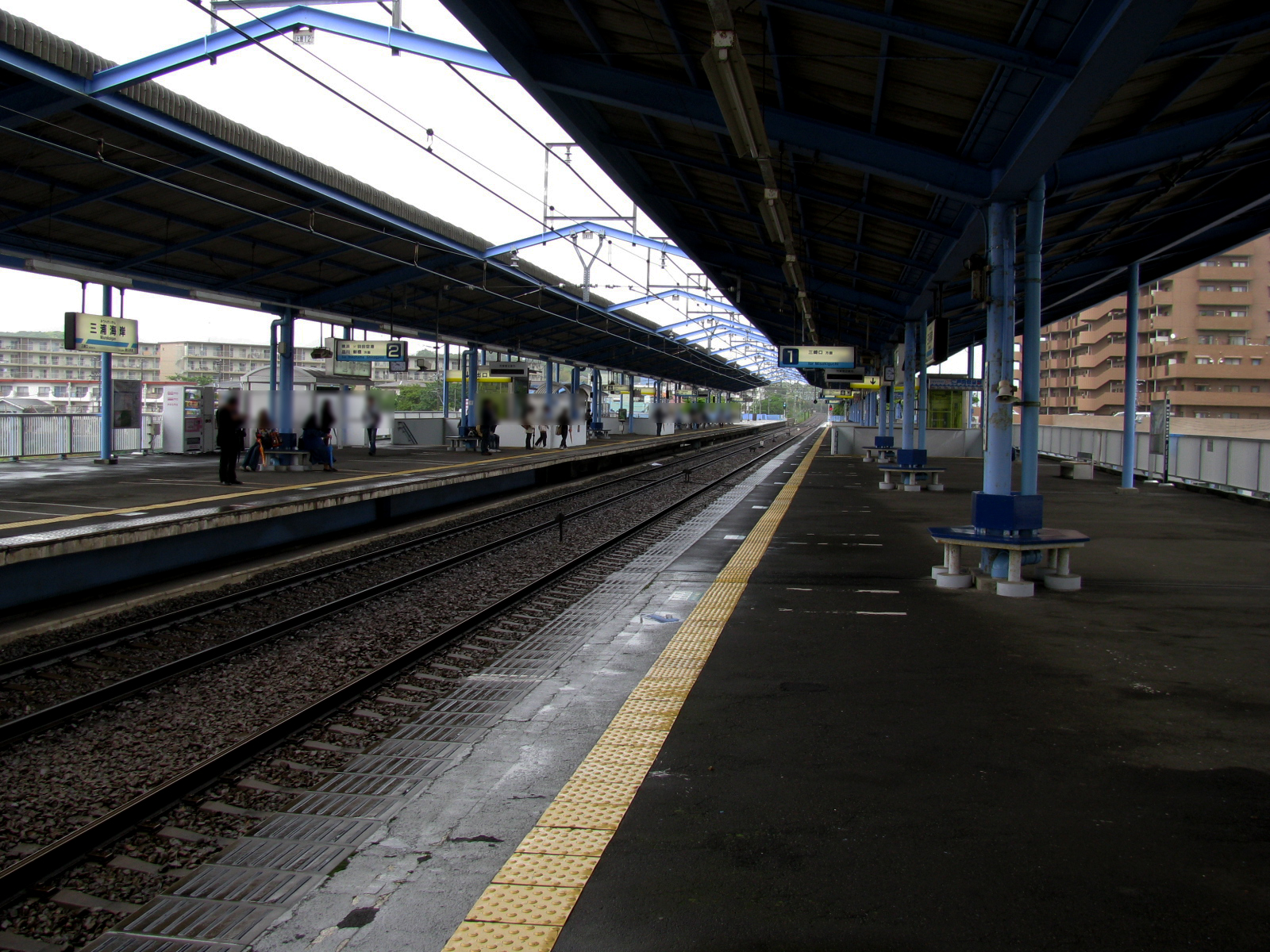
2008년 승강장
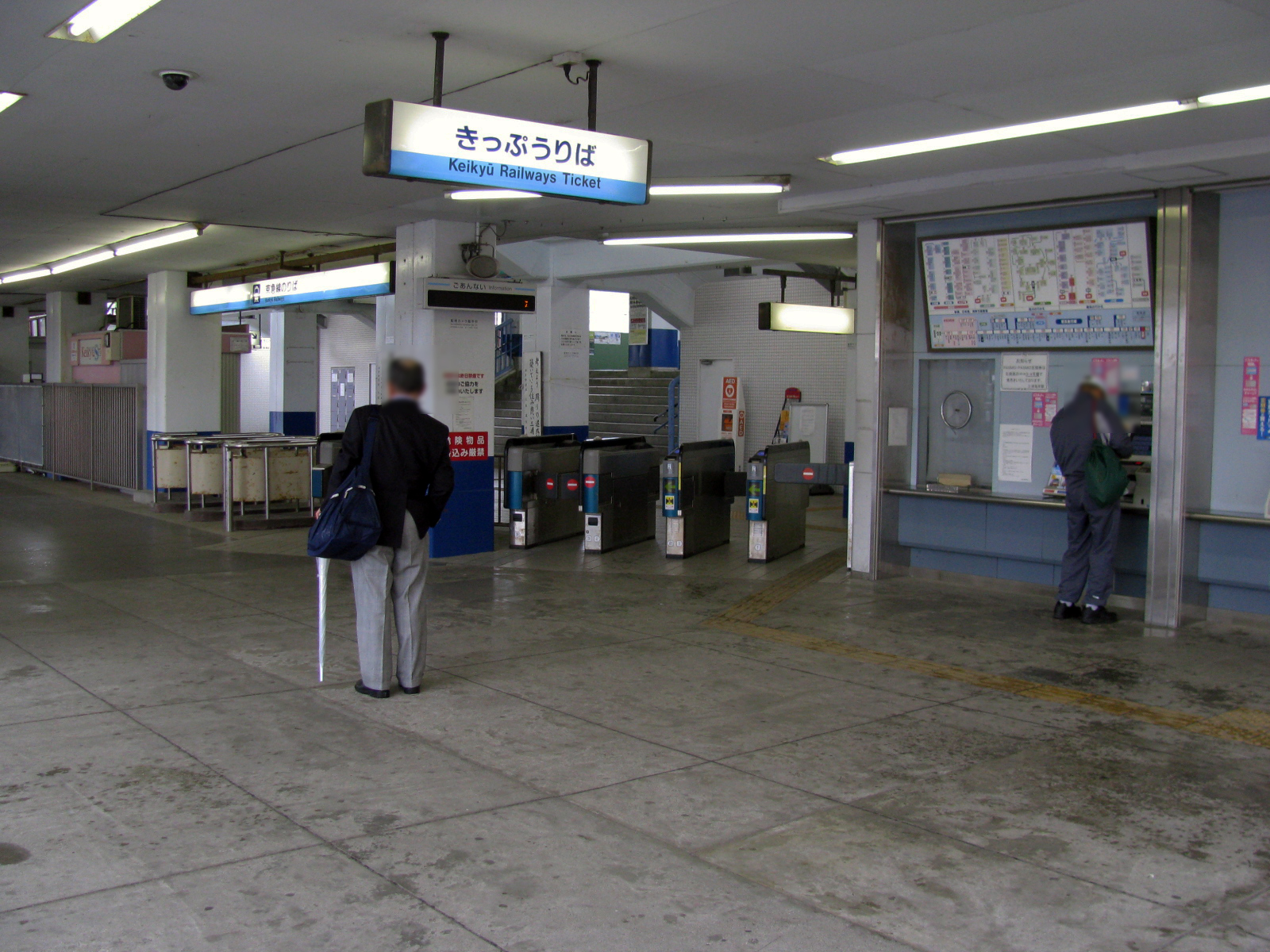
개찰구
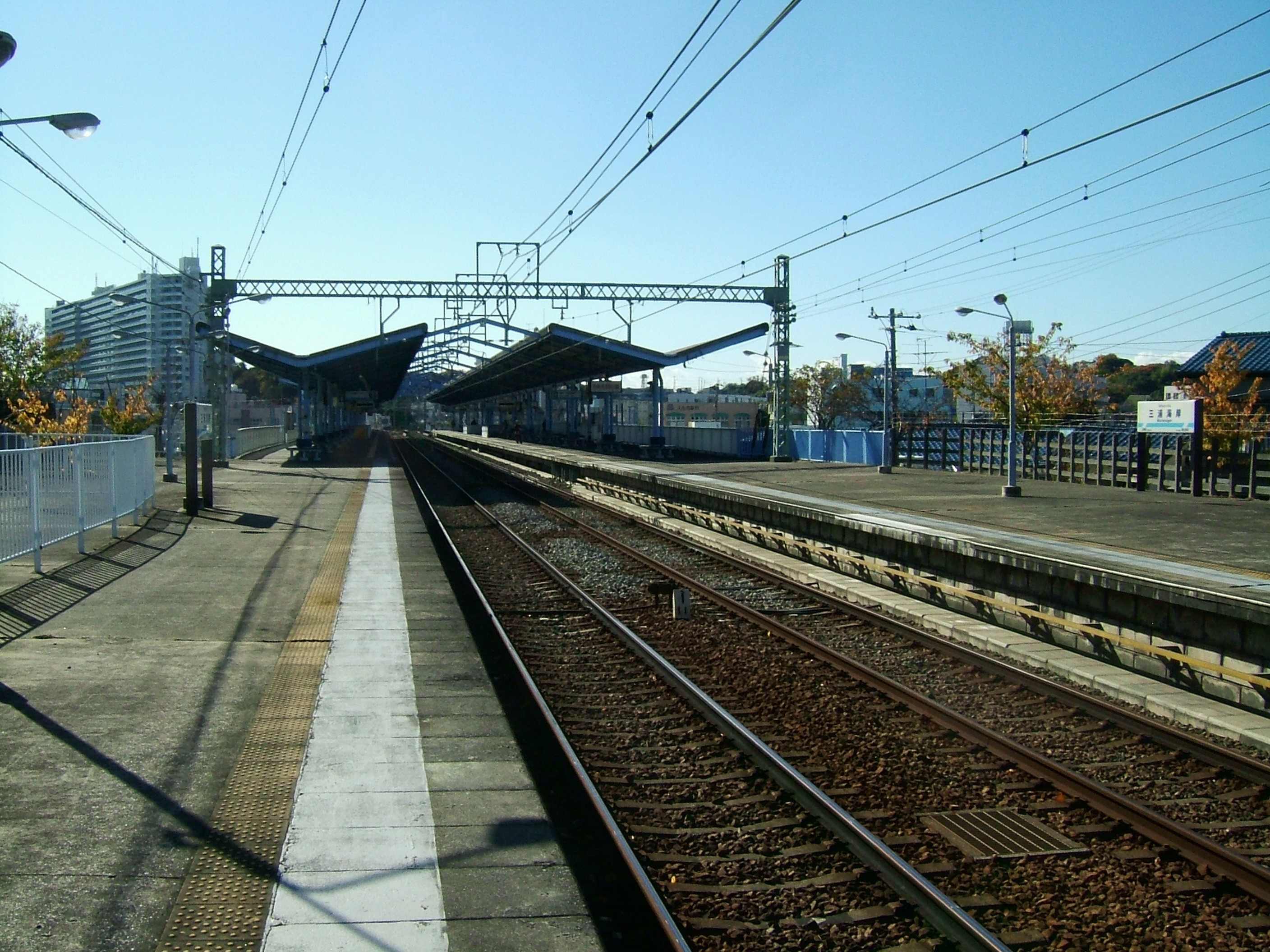
승강장(첨단개방시)
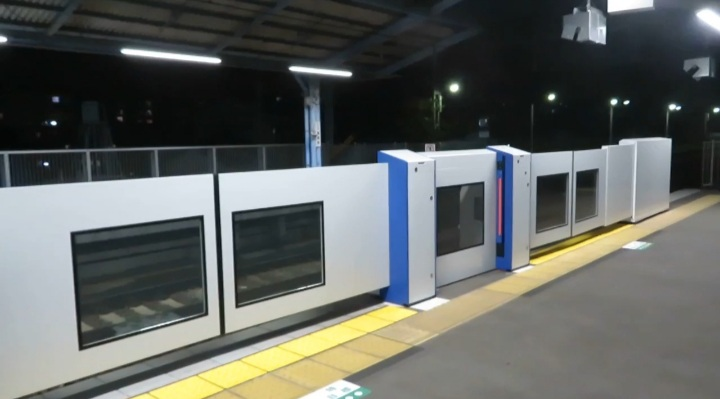
「어디로든 문(스크린도어)」문이 닫혀 있을 때
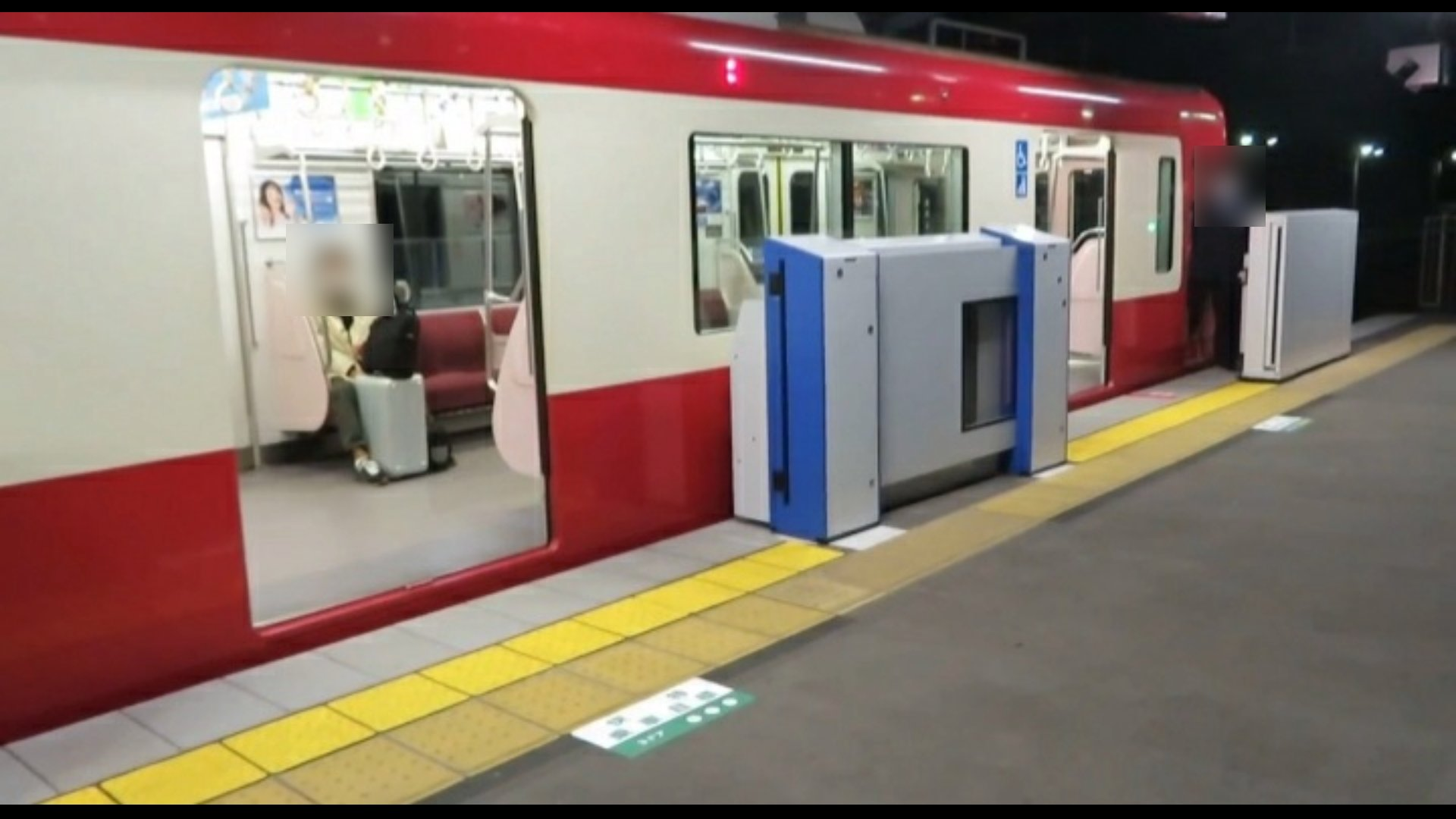
문이 열려 있을 때

## 인접역
| 게이힌 급행 전철 ■ 구리하마 선  | 게이힌 급행 전철 ■ 구리하마 선 | 게이힌 급행 전철 ■ 구리하마 선  |
| ------------------------------- | ------------------------------ | ------------------------------- |
| KK70 쓰쿠이하마 호리노우치 방면 | 쾌특・특급                     | KK72 미사키구치 미사키구치 방면 |